# آلف رمزی
سر آلفرد ارنست "آلف" رمزی  (به انگلیسی: Sir Alfred Ernest "Alf" Ramsey) (زاده ۲۲ ژانویه ۱۹۲۰ - درگذشته ۲۸ آوریل ۱۹۹۹) بازیکن و مربی سابق فوتبال اهل انگلستان است. وی سابقه عضویت در باشگاه‌های ساوت‌همپتون و تاتنهام و مربی‌گری باشگاه بیرمنگام سیتی و تیم ملی فوتبال انگلستان را دارد.